# Josef Bauer (Koch)
Josef Bauer (* 1942 in Rosenberg) ist ein deutscher Koch.

## Werdegang
Bauer entstammt einer Gastronomenfamilie, die seit 1858 den Landgasthof Adler in Rosenberg besitzt, eine ehemalige Poststation aus dem 14. Jahrhundert. Seine Ausbildung machte er im Hotel Bayerischer Hof (München) und in den Schweizer Stuben in Wertheim. 1972 übernahm Josef Bauer mit seiner Frau Marie-Luise den Gasthof. Daneben führte er die Landwirtschaft und vermietete einige Gästezimmer.
1986 begann er mit einer kreativeren Küche. 1989 wurde der Landgasthof Adler in Rosenberg mit einem Michelin-Stern ausgezeichnet. Im Gault-Millau war er mit 18 Punkten bewertet. Bauer bildete sich unter anderem bei Ferran Adrià fort.
2015 wurde Bauer mit der Wirtschaftsmedaille des Landes Baden-Württembergs ausgezeichnet. Aus der Laudatio:

„… Ihnen geht es nicht um Tellerakrobatik, sondern um Geschmackserlebnisse. Für Sie ist Kochen in allererster Linie Handwerk und Leidenschaft. Und diese Leidenschaft wecken Sie auch in anderen: Im Projekt Miniköche Ostalb begeistern Sie Kinder und Jugendliche fürs Kochen.“

Im Oktober 2016 wurde der Restaurantbetrieb des Adler in Rosenberg geschlossen. Josef und Marie-Luise Bauer betrieben das Haus nach einem Umbau als Landgasthof Adler – Bett & Frühstück.
Im Februar 2022 wurde der Landgasthof Adler mit Michael Vogel als Küchenchef wiedereröffnet.

## Auszeichnungen
- 1989: Ein Michelinstern[2]
- 2012: Menü des Jahres, Gault-Millau[7]
- 2015: Wirtschaftsmedaille des Landes Baden-Württemberg[8]